# Léa Palermo
Léa Palermo (Saint-Martin-d'Hères, 7 de julio de 1993) es una deportista francés que compite en bádminton. Ganó una medalla de bronce en el Campeonato Europeo de Bádminton de 2025, en la prueba de dobles mixto.

## Palmarés internacional
| Campeonato Europeo | Campeonato Europeo  | Campeonato Europeo | Campeonato Europeo |
| Año                | Lugar               | Medalla            | Prueba             |
| ------------------ | ------------------- | ------------------ | ------------------ |
| 2025               | Horsens (Dinamarca) | Medalla de bronce  | Dobles mixto       |